# 海上保安廳
海上保安廳（日语：／ Kaijō Hoanchō ?，英語：Japan Coast Guard, JCG），簡稱海保（ Kaiho）、海保廳（ Kaihochō）、保安廳（ Hoanchō），是日本政府為在海上保护人民生命财产、预防违法犯罪、进行搜查镇压而設置的海事安全機構，属國土交通省的外局。
第二次世界大战后的1948年5月1日，蘆田內閣以美国海岸警卫队为蓝本设立。格言是「正義仁愛」。

## 概要
海上保安廳負責海上犯罪取締、海難救助、海上交通整理、海圖製作等海洋資訊（水路）業務、航路標識管理等業務。
2017年7月1日的海上保安廳職員人數為12,638人，2018年最初預算為2,112億日圓。2017年度預算中的人事費占999億日圓（47%）。
海上保安廳在海上保安廳法明確定義為非軍隊組織。但從「Japan Coast Guard」等處，海上保安廳常被視為與各國的海岸巡防隊、國境警備隊一樣的準軍事組織。在戰爭法，這類組織在必要時刻可作為軍隊的一部分參與戰爭，自衛隊法也表示在特別情形下，該組織的全部或一部份可由防衛大臣指揮。不過，海上保安廳法沒有記錄與戰時國際法相關的條文。
職員大部分是從海上保安大學校與海上保安學校畢業，不過長官與次長、部分管區海上保安本部長等，有許多是由國土交通省與其他省廳特考組官僚出任。
海上保安廳於1948年創立時，依美國主張曾譯為與。2000年（平成12年）4月，「為了讓廣大國民更能理解海上保安廳的業務，訂定海上保安廳的標誌與口號。」，2001年（平成13年）起，標誌與譯名改成Japan Coast Guard，簡稱JCG ，直譯「日本國海岸巡防隊」）。
2017年（平成29年）3月31日，保安廳擁有455艘艦艇、74台飛機。2017年（平成29年）4月1日共有5,284座航標（光波標識5,175座、電波標識67座、其他標識42座）。
自2012年尖閣諸島國有化後引發中國公務船開始常態化巡邏以來，日本政府在海上保安廳長官人選上大多提拔由海上保安官出身的海上保安監。例如由第43任長官佐藤雄二起的長官均是海上保安監出身。但現任長官（第47任）石井昌平是國土交通省官僚出身，但因曾在海上保安廳多個部門任職而可以成為長官。

### 活動範圍
海上保安廳法第1條規定，活動範圍僅限「海上」，沒有其他地理界限。實務上的主要活動海域包含日本領海、臨接海域、經濟海域（EEZ）、美日海上搜尋救助協定（SAR協定）所訂之捜索救助區域（本土往東南方1200海里）。其中領海與經濟海域總面積約447萬平方公里，是領土（約38萬平方公里）約11.8倍。若加上SAR協定分擔區域，則水域面積達國土面積約36倍。在進行搜救任務時，若海上保安廳的巡視船與飛機無法滿足需求，可由各管區海上保安本部向海上自衛隊與航空自衛隊提出災害派遣協助。收到災害派請求的海上自衛隊會派出護衛艦、反潛機、救難飛行隊等與海上保安廳合作進行搜救任務。同樣的航空自衛隊主要會派出航空救難團的救難隊進行協助。
活動範圍最初限定為「港口、海灣、海峽等日本國沿岸水域」（法律制定時的海上保安廳法第1條第1項），之後修正為「海上」，解除活動範圍的限制。從此活動範圍可擴展至全世界，例如「敷島」曾在歐洲日本間執行鈽輸送護衛任務，與馬六甲海盜捜索任務等。當內陸發生大規模災害，自治體跟相關機關也可向海上保安廳提出需求進行協助。
鑒於美國海岸防衛隊擁有南極觀測船，海上保安廳也在1957年（昭和32年）至1962年（昭和37年）航行南極觀測船（第1～6次），但在1965年（昭和40年）後改由海上自衛隊運用南極觀測船。
在國際合作方面，海上保安廳也透過國際協力機構派遣職員或退休人員至馬來西亞、印尼、菲律賓等東南亞各國進行合作。

### 海上保安廳的性质
海上保安廳法第25條明確定義海上保安廳非為軍隊。因此標誌、徽章、制服等不使用軍隊色。
不過，海上保安廳有許多與世界各國海軍或海岸巡防隊共通的部分，例如制服設計如同他國海岸巡防隊，與海上自衛隊等各國海軍軍服類似。海外報導也常將海上保安廳與各國行駛主權的海岸巡防隊、國境警備隊一樣稱作「準軍事組織」。此外，在過去的保安廳時期，內部曾短暫設立準軍事組織海上警備隊（沿岸警備隊）。
作為海上的準軍事組織，從國際法（聯合國海洋法公約）對於軍艦的定義，組員需有階級與名冊。然而，海上保安官的階級在乘船時是以行政職員的船長、航海士、機關長、通信士、甲板員、主計員等顯示其職責或職務，與一般的準軍事組織仍有差異，因此在日本國內與法律上並不將海上保安廳視為是「準軍事組織」。

### 與海上自衛隊的關係
海上保安廳是為了確保海上安全及治安所成立的國土交通省（舊運輸省）機關（外局）。任務內容包含海難救助、交通安全、防災及環境保全、治安維持等，而海洋權益（領海警備與海洋調査）也是任務之一。艦艇相關任務是由防衛省的特別機關海上自衛隊負責，船舶相關任務則由海上保安廳處理。
海上保安廳是1948年（昭和23年）5月以第二次世界大戰結束前的高等商船學校出身舊海軍預備士官為中心所成立，而海上自衛隊的前身海上警備隊則是以海軍兵學校出身的舊海軍正規士官為核心，於1952年（昭和27年）4月在海上保安廳內成立。
高等商船學校生畢業後以海軍預備少尉或海軍預備機關少尉任官，戰時作為海防艦艦長、特設艦艇艦長或艇長、艦艇機關長等，在船團護衛、沿岸警備的第一線上活躍，另也負責徵用商船在危險海域進行物資、人員運輸業務。
但由於舊海軍的學閥偏重主義、學歷至上主義，非從海軍兵學校出身的預備士官，即使再為優秀，也只能在正規士官之下。太平洋戰爭中，高等商船學校出身者戰死率遠高於海軍兵學校出身者，造成了之後海上保安廳（高等商船學校出身者）與海上自衛隊（海軍兵學校出身者）的不睦。
1999年（平成11年）3月23日發生能登半島沿海不明船事件。由於事態超過海上保安廳的能力，因此海上自衛隊首次發動海上警備行動。以此為契機，海上保安廳與海上自衛隊針對類似事件擬定「共同對應手冊」，並強化雙方的情報連絡體制，與雙方的共同訓練，逐漸改善雙方關係。
海上警備行動時，海上自衛隊暫時行使海上保安廳任務，因此海上自衛隊比照適用警察官職務執行法、海上保安廳法。
現在海上保安廳的定翼機飛行員是委託海上自衛隊的小月教育航空群進行訓練。

### 防衛大臣的指揮權
自衛隊法第80條規定，自衛隊防衛出動與治安出動時，若有必要，可由內閣總理大臣命令納入防衛大臣指揮。這是來自於初期海上保安廳（之後的海上警備隊與海上自衛隊）的成立原型美國海岸防衛隊，在戰時接受美國海軍指揮的設定。
但由防衛大臣指揮時，其行動範圍與活動權限與平時相同（特別是武器的使用必須服從警察官職務執行法）。依自衛隊法施行令第103條，防衛大臣是透過海上保安廳長官（文官）間接指揮海上保安廳。

### 其他大臣的指揮權
海上保安廳長官依海上保安廳法第10條規定「涉及國土交通大臣以外大臣所管事務時，受各大臣指揮監督」。例如漁業相關取締受農林水產大臣指揮監督，治安相關事務受國家公安委員長指揮監督、出入國相關事務受法務大臣指揮監督。

## 任務及法源
1. 警備業務：與海洋相關的犯罪捜査、警備等的海上公共安全警察、警備警察的業務
2. 海難救助業務：海難救助、離島的急患運送、船舶救火、污染防止等海上消防機關業務
3. 海洋情報業務：海圖作成、潮流測定、為防災的海底火山、海底斷層調査等海上測量機關業務
4. 交通業務：燈塔的設置、管理、航行支援系統等、海上交通警察、海事情報提供機關業務

## 海上保安官

### 歷任海上保安廳長官
在姓名尾有(※)號的表其在擔任海上保安廳長官後成為運輸事務次官。
- （願）表示依願退職、（昇）表示昇任事務次官、（換）表示置換為國土交通審議官。

| 代 | 姓名        | 任期                                | 前職             | 後職 | 備註 |
| -- | ----------- | ----------------------------------- | ---------------- | --- | ---- |
| 1  | 大久保武雄  | 1948年5月1日 - 1951年5月4日（願）   |                  | 眾議院議員、勞動大臣 |      |
| 2  | 柳澤米吉    | 1951年5月4日 - 1953年1月31日（願）  | 海上保安廳次長   | 亞細亞航空測量社長、同會長 |      |
| 3  | 山口傳      | 1953年1月31日 - 1955年5月4日（願）  | 海上保安廳次長   | 羽田機場航站大樓副社長 |      |
| 4  | 島居辰次郎  | 1955年5月4日 - 1958年12月5日（願）  | 海上保安廳次長   | 特定船舶整備公團理事長 日本原子力船開發事業團理事長                                                                                          |      |
| 5  | 安西正道    | 1958年12月5日 - 1959年5月6日（願）  | 海上保安廳次長   | 全日本空輸社長 |      |
| 6  | 林坦        | 1959年5月6日 - 1961年7月4日（願）   | 航空局長         | 船舶整備公團理事長 |      |
| 7  | 和田勇      | 1961年7月4日 - 1963年6月7日（願）   | 海上保安廳次長   | |      |
| 8  | 辻章男      | 1963年6月7日 - 1964年2月1日（願）   | 海運局長         | 關西國際機場大樓會長 |      |
| 9  | 今井榮文    | 1964年2月1日 - 1965年6月2日（願）   | 大臣官房長       | 新東京國際機場公團總裁 |      |
| 10 | 栃內一彥    | 1965年6月2日 - 1966年7月4日（願）   | 航空局長         | 日本航空開發社長 |      |
| 11 | 佐藤光夫(※) | 1966年7月4日 - 1967年3月14日（昇）  | 航空局長         | 運輸事務次官 日本民營鐵道協會理事長 國際觀光振興會會長 京成電鐵社長 京成百貨店社長 北總開發鐵道社長 Oriental Land取締役 交通遺兒育成基金會長 |      |
| 12 | 龜山信郎    | 1967年3月14日 - 1968年6月7日（願）  | 海運局長         | 船舶整備公團理事長 |      |
| 13 | 河毛一郎    | 1968年6月7日 - 1970年6月19日（願）  | 船員局長         | |      |
| 14 | 手塚良成    | 1970年6月19日 - 1972年6月30日（願） | 航空局長         | 國際觀光振興會會長 |      |
| 15 | 野村一彦    | 1972年6月30日 - 1973年8月31日（願） | 自動車局長       | 日本原子力船開發事業團理事長 |      |
| 16 | 佐原亨      | 1973年8月31日 - 1974年6月7日（願）  | 海運局長         | Japanline副社長 |      |
| 17 | 寺井久美    | 1974年6月7日 - 1975年7月18日（願）  | 航空局長         | 日本亞細亞航空副社長 日本貨物航空副社長 |      |
| 18 | 薗村泰彦    | 1975年7月18日 - 1978年6月27日（願） | 海運局長         | 帝都高速度交通營團總裁 |      |
| 19 | 高橋壽夫    | 1978年6月27日 - 1979年7月27日（願） | 航空局長         | 日本機場建設社長、同会長 |      |
| 20 | 眞島健      | 1979年7月27日 - 1980年6月17日（願） | 海運局長         | 船舶整備公團理事長 |      |
| 21 | 妹尾弘人    | 1980年6月17日 - 1982年6月11日（願） | 海運局長         | 船舶整備公團理事長 京成電鐵社長、同會長 |      |
| 22 | 永井浩      | 1982年6月11日 - 1983年6月3日（願）  | 海運局長         | 日本鐵道建設公團總裁 |      |
| 23 | 石月昭二    | 1983年6月3日 - 1984年7月1日（願）   | 海運局長         | 新幹線鐵道保有機構理事長 日本國有鐵道清算事業團理事長                                                                                        |      |
| 24 | 角田達郎    | 1984年7月1日 - 1985年6月26日（願）  | 自動車局長       | 西日本旅客鐵道社長、同會長 |      |
| 25 | 山本長      | 1985年6月26日 - 1986年6月14日（願） | 運輸政策局長     | 新東京國際機場公團總裁 |      |
| 26 | 栗林貞一    | 1986年6月14日 - 1987年10月6日（願） | 運輸政策局長     | 日本航空副社長、日本亞細亞航空會長 |      |
| 27 | 山田隆英    | 1987年10月6日 - 1989年6月27日（願） | 航空局長         | 日空航空社長、同會長 |      |
| 28 | 鹽田澄夫    | 1989年6月27日 - 1990年6月27日（願） | 運輸政策局長     | 日本鐵道建設公團總裁 |      |
| 29 | 丹羽晟      | 1990年6月27日 - 1991年6月18日（願） | 航空局長         | 國際観光振興会会長 |      |
| 30 | 宮本春樹    | 1991年6月18日 - 1992年6月23日（願） | 航空局長         | 船舶整備公團理事長 運輸施設整備事業團理事長                                                                                                  |      |
| 31 | 井山嗣夫    | 1992年6月23日 - 1994年6月29日（願） | 鐵道局長         | 國際觀光振興會會長 |      |
| 32 | 秦野裕      | 1994年6月29日 - 1996年6月25日（願） | 鐵道局長         | 帝都高速度交通營團總裁 |      |
| 33 | 土坂泰敏    | 1996年6月25日 - 1997年7月1日（願）  | 運輸政策局長     | 帝都高速度交通營團總裁 |      |
| 34 | 相原力      | 1997年7月1日 - 1998年7月1日（願）   | 運輸政策局長     | 運輸施設整備事業團理事長 |      |
| 35 | 楠木行雄    | 1998年7月1日 - 1999年7月14日（願）  | 航空局長         | 輕自動車檢査協會理事長 |      |
| 36 | 荒井正吾    | 1999年7月14日 - 2001年1月5日（願）  | 自動車交通局長   | 參議院議員、奈良縣知事 |      |
| 37 | 繩野克彦    | 2001年1月6日 - 2002年8月1日（換）   | 自動車交通局長   | 國土交通審議官 日本航空副社長 日本氣象協會會長 日本水路協會會長 JR貨物國際社長                                                               |      |
| 38 | 深谷憲一    | 2002年8月1日 - 2004年7月1日（願）   | 航空局長         | 運輸政策研究機構理事長 日本政策投資銀行理事                                                                                                  |      |
| 39 | 石川裕己    | 2004年7月1日 - 2007年7月10日（願）  | 航空局長         | 鐵道建設運輸施設整備支援機構理事長 |      |
| 40 | 岩崎貞二    | 2007年7月10日 - 2009年7月24日       | 自動車交通局長   | 空港環境整備協會會長 鐵道建設運輸施設整備支援機構理事長代理 日本海洋少年團聯盟副會長                                                         |      |
| 41 | 鈴木久泰    | 2009年7月24日 - 2012年9月11日（願） | 海上保安廳次長   | 日本機場大樓有限公司顧問 |      |
| 42 | 北村隆志    | 2012年9月11日 - 2013年8月1日        | 國土交通省審議官 | 內閣官房內閣審議官兼國土強韌化推進室次長 |      |
| 43 | 佐藤雄二    | 2013年8月1日 - 2016年6月21日（願）  | 海上保安監       | 運輸安全委員會委員 |      |
| 44 | 中島敏      | 2016年6月22日 - 2018年7月30日（願） | 海上保安監       | |      |
| 45 | 岩並秀一    | 2018年7月31日 - 2020年1月7日 （願） | 海上保安監       | |      |
| 46 | 奧島高弘    | 2020年1月7日 - 2022年6月28日（願）  | 海上保安監       | |      |
| 47 | 石井昌平    | 2022年6月28日 - 2024年6月30日       | 海上保安廳次長   | |      |
| 48 | 瀨口良夫    | 2024年7月1日 -                      | 海上保安廳次長   | |      |

## 組織
海上保安廳總職員有13,422名，其規模相當於愛知縣警察。
做為參考，日本全國警察官有259,745名（2018年4月1日），海上自衛官45,363名（2012年4月1日）。
- 預算: 約2,112億日圓[2]。（2018年度最初預算）（參考: 2011年度海上自衛隊預算約1兆1008億日圓）

- 船艇: 455艘[9]（2017年3月31日）
- 飛機: 74台[9]（2017年3月31日）

### 長官與特別職
- 海上保安廳長官（日语：海上保安庁長官）
- 海上保安廳次長
- 海上保安監

### 內部部局
內部部局有五部與首席監察官。
- 總務部（日语：総務部 (海上保安庁)）
  - 海上保安試驗研究中心（立川廣域防災基地（日语：立川広域防災基地）內）
- 裝備技術部（日语：装備技術部）
- 警備救難部（日语：警備救難部）
- 海洋情報部（日语：海洋情報部）
- 交通部（日语：交通部 (海上保安庁)）
- 首席監察官

### 設施等機關
- 海上保安大學校（廣島縣吳市）：初級幹部養成（學士取得）、特修科（幹部登用制度）、潛水研修等各種研修
  - 海上保安資料館 - 展示引退裝備與相關資料。由於位於海上保安大學校內，僅平日開館。橫濱海上防災基地（日语：横浜海上防災基地）設有分館橫濱館。
- 海上保安學校（日语：海上保安学校）（京都府舞鶴市）：初任養成、各種研修
  - 門司分校（福岡縣北九州市門司區） : 中途採用者初任研修、各種研修
  - 宮城分校（宮城縣岩沼市） : 航空相關研修

### 地方支分部局
地方支分部局有11個管區海上保安本部。

#### 管區海上保安本部

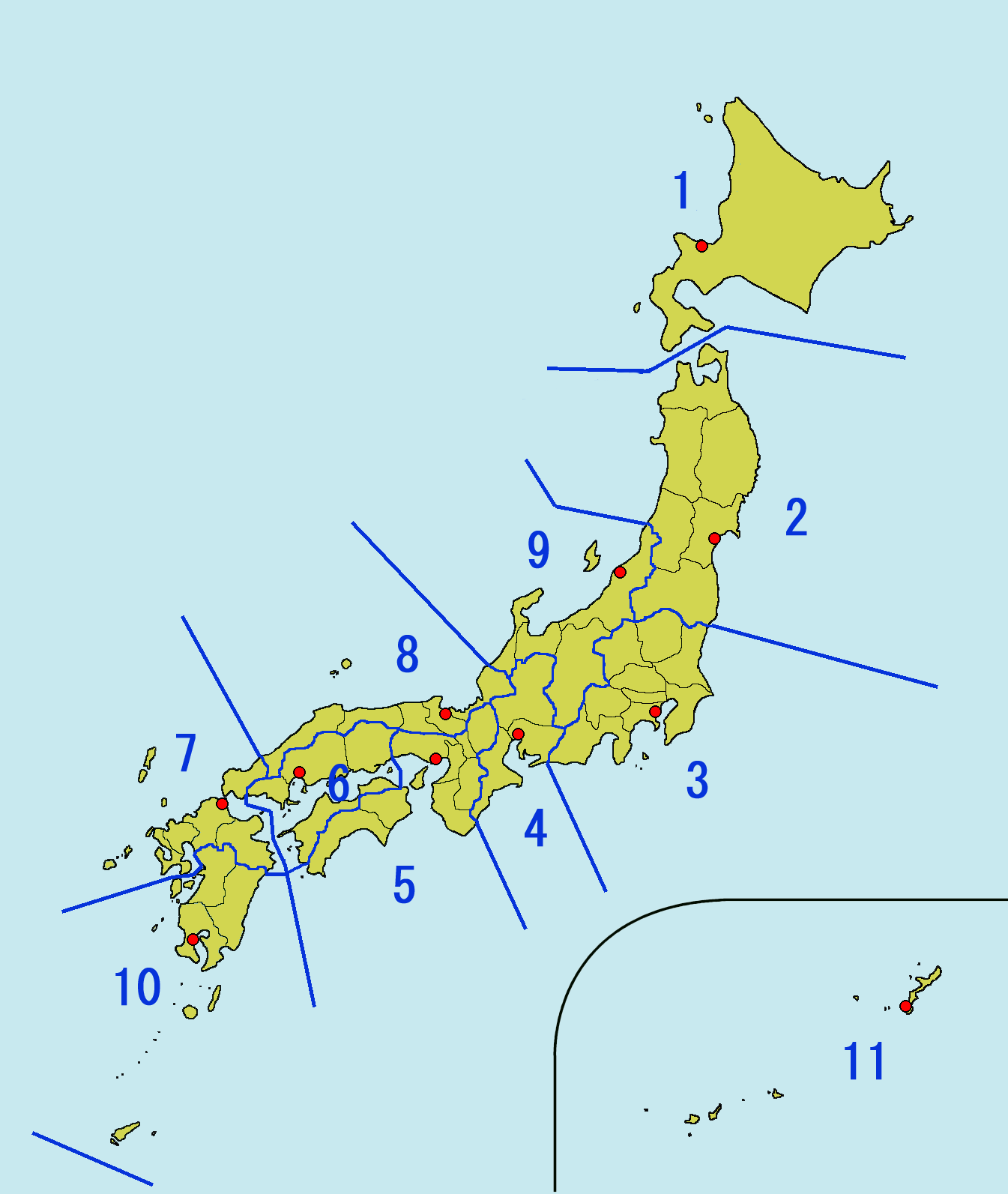
(第1-第11)管區海上保安本部分佈圖

日本海上保安廳區分為11個下屬單位、即第1至第11管區海上保安本部。各管區管轄範圍除特別標示外，均包含陸地、海岸、沿海及外海。
| 管區     | 簡稱 | 本部所在地           | 管轄範圍                                                                                                   |
| -------- | ---- | -------------------- | --- |
| 第1管區  | 1管  | 北海道小樽市         | 北海道 （包括現由俄羅斯管轄的南千島群島（日本稱北方領土））                                                |
| 第2管區  | 2管  | 宮城縣鹽竈市         | 青森縣、岩手縣、宮城縣、秋田縣、山形縣、福島縣（太平洋側）                                                 |
| 第3管區  | 3管  | 神奈川縣橫濱市中區   | 茨城縣、栃木縣、群馬縣、埼玉縣、千葉縣、東京都、神奈川縣、山梨縣、静岡縣                                   |
| 第4管區  | 4管  | 愛知縣名古屋市港區   | 岐阜縣、愛知縣、三重縣                                                                                     |
| 第5管區  | 5管  | 兵庫縣神戶市中央區   | 滋賀縣、京都府（南丹市以南）、大阪府、兵庫縣（瀨戶內海側）、奈良縣、和歌山縣、德島縣、高知縣               |
| 第6管區  | 6管  | 廣島縣廣島市南區     | 岡山縣、廣島縣、山口縣（瀨戶內海側）、香川縣、愛媛縣                                                       |
| 第7管區  | 7管  | 福岡縣北九州市門司區 | 山口縣（日本海側）、福岡縣、佐賀縣、長崎縣、大分縣（包含熊本縣的有明海）                                   |
| 第8管區  | 8管  | 京都府舞鶴市         | 京都府（京丹波町以北）、福井縣、兵庫縣（日本海側）、鳥取縣、島根縣（包括現由韓國管轄的獨島（日本稱竹島）） |
| 第9管區  | 9管  | 新潟縣新潟市中央區   | 新潟縣、富山縣、石川縣、長野縣（包含東北地方日本海沿岸）                                                   |
| 第10管區 | 10管 | 鹿兒島縣鹿兒島市     | 熊本縣（不包含有明海）、宮崎縣、鹿兒島縣                                                                   |
| 第11管區 | 11管 | 沖繩縣那霸市         | 沖繩縣（包含中华人民共和国和中華民國（台灣）主張擁有主權的釣魚台列嶼）                                     |

- 第六管區是全國唯一沒有3000噸直昇機巡邏艇的管區。
- 由於多了敷島型巡視船，原屬第三管區的津輕型3000噸直昇機巡視船於1997年3月24日調往第十管區，後於2014年6月30日再調往第十一管區。再加上原屬第七管區的津輕型3000噸直昇機巡視船於2013年10月2日調往第十一管區，因此第十一管區至少有3艘津輕型3000噸直昇機巡視船。
- 原屬第三管區的第二艘瑞穗型5000噸巡視船於2013年調往第七管區，接替調往第十一管區的津輕型3000噸直昇機巡視船。
- 原屬第三管區的第一艘敷島型巡視船於2018年3月25日調往第十管區。目前在第三管區的敷島型巡視船為第二艘。新的第三艘敷島型巡視船也屬第十管區。
- 原屬第三管區的第一艘瑞穗型5000噸巡視船於1991年調往第四管區，2019年改名後再調往第八管區。

#### 管區海上保安本部的事務所
- 海上保安（監）部 [69處] （海上保安監部 [1處]）
- 海上保安航空基地 [2處]：中部機場海上保安航空基地[注釋 5]、關西機場海上保安航空基地（舊海上警備救難部）
- 海上保安署 [60處]
  - 分室 [15處]
  - 事務室 [1處]：伊東海洋巡邏站（伊東MPS）
- 海上交通中心（日语：海上交通センター） [7處]
- 航空整備管理中心 [1處]
- 航空基地 [12處]：千歳（日语：千歳基地）、函館、釧路、仙台、新潟、羽田、美保、廣島、福岡、鹿兒島、那霸、石垣
- 國際組織犯罪對策基地 [1處]
- 大阪特殊警備基地（日语：大阪特殊警備基地）（大阪府泉佐野市） - 特殊警備隊 (SST)
- 羽田特殊救難基地（日语：第三管区海上保安本部羽田特殊救難基地）（東京都大田區羽田航空基地旁） - 特殊救難隊
- 橫濱海上防災基地（日语：横浜海上防災基地）
  - 橫濱機動防除基地 - 機動防除隊（日语：機動防除隊） (NST)
    - 海上保安資料館橫濱館（工作船展示館）：展示九州南西海域工作船事件工作船與回收物等。
- 水路觀測所（日语：水路観測所） [1處]：下里（和歌山縣那智勝浦町）、八丈島（無人設施，不在組織上，東京都八丈町）
- LORAN CENTER [1處]
- 航路標識事務所 [1處]：慶佐次LORAN航路標識事務所

## 航空器
固定翼飞机共36機
- 湾流V（英语：Gulfstream V）要人专机 - 2機
- 达索猎鹰2000（英语：Dassault Falcon 2000）EX 要人专机 - 6機
- DHC-8 Q300 - 9機（其中みずなぎ1号已焚毀）
- 薩博340B Plus SAR-200搜救机 - 4機
- 比奇空中国王 350 - 10機
- 塞斯納172 - 5機（乗員育成用）
- MQ-9B - 3機（無人機）

直升機共55機
- 歐直EC225超級美洲獅直升機 - 11機
- 欧直AS332超级美洲狮直升机 - 2機
- 奥古斯塔韦斯特兰 AW139直升机（英语：AgustaWestland AW139） - 19機
- 西科斯基S-76D直升机 - 12機
- 西科斯基S-76C直升机 - 3機
- 贝尔412直升机（英语：Bell 412） - 4機
- 贝尔505直升机 - 4機（乗員育成用）

## 船舶
至2012年9月20日，海上保安廳共有121艘大型巡視船，其中約1成為維修狀況。

### 類型

#### PLH型
PLH型（Patrol Vessel Large With Helicopter），3000噸或以上的大型直升機巡視船，海上保安廳在每一個管區（11個管區）配置1 - 2艘該型的指揮船（除了某些管區，一般只限3000噸級）。

###### 1直昇機搭載型的PLH巡視船
- - 宗谷（そうや；PLH01）
  - 津輕（津輕型巡視船（日语：つがる型巡視船）；PLH02-10）

註：PLH09 琉球號的排水量比一般的津輕型巡視船多114噸。
註：沖繩第十一管區海上保安本部（第11管區）現有3艘津輕型巡視船：PLH04 浦賀號（現名宇流麻號），PLH06 築前號（現名沖繩號），PLH09 琉球號。
津輕型巡視船所配的大多是賽考斯基S-76精靈直升機

###### 2直昇機搭載型的PLH巡視船
- - 瑞穗型巡視船（日语：みずほ型巡視船）：（PLH21 瑞穗號（現名扶桑號）、PLH22 八島號）排水量約5000噸

- - 敷島型巡視船（日语：しきしま型巡視船）：（PLH31 敷島號），直到2014年12月為世界最大的海上巡視船，標準噸位約6500噸，滿載噸位為7175噸。（2024年4月15日退役）

- - 秋津島型巡視船（日语：あきつしま_(巡視船)）：（PLH32 秋津島號（日语：あきつしま_(巡視船)））

- - 黎明型巡視船（日语：れいめい型巡視船）：（PLH33 黎明號、PLH34 破曉號、PLH35 朝月號（日语：あさづき）、PLH31 敷島號 （由於上代敷島型巡視船快將達到使用年限，因此製造第二代船接替，仍然繼續在鹿兒島第十管區海上保安本部（第10管區）服役））

- - 春光型巡視船（日语：しゅんこう型巡視船）：（PLH42 春光號（日语：しゅんこう_(巡視船)）、PLH43（建造中）、PLH44（建造中））

排水量約6000噸，比敷島型巡視船少500噸。
- - 瑞穗2型巡視船（日语：みずほ_(巡視船・2代)）：（PLH41 瑞穗號）

排水量約6000噸，比敷島型巡視船少500噸。而長度比春光型巡視船短，馬力比春光型巡視船低。
註：（PLH21 瑞穗號（原名）最初於1986年隸屬橫濱第三管區海上保安本部（第3管區），後於1991年調往名古屋第四管區海上保安本部（第4管區），再於2019年調往舞鶴第八管區海上保安本部（第8管區），由於新的第2代型號巡視船誕生，為免同名，因此改名為扶桑號；原隸屬橫濱第三管區海上保安本部（第3管區）的 PLH22 八島號於2013年10月11日調往福岡第七管區海上保安本部（第7管區）。接替調往沖繩第十一管區海上保安本部（第11管區）築前號（現名沖繩號））
註：（PLH33 黎明號經過測試後於2020年3月隸屬鹿兒島第十管區海上保安本部（第10管區），和於2018年3月25日調往該區的PLH31 敷島號一起執行職務，而PLH32 秋津島號於2012年7月4日下水測試，直到2013年11月28日起歸屬橫濱第三管區海上保安本部（第3管區），而後繼船PLH34 破曉號 經過測試後現隸屬鹿兒島第十管區海上保安本部（第10管區））
註：（PLH42 春光號經過測試後現隸屬鹿兒島第十管區海上保安本部（第10管區））
註：（PLH41 瑞穗號經過測試後現隸屬名古屋第四管區海上保安本部（第4管區））
註：（PLH35 朝月號經過測試後現隸屬那霸第十一管區海上保安本部（第11管區）的石垣支部）
PLH31 敷島號：搭載歐直AS332超級美洲獅直升機2部
PLH32 秋津島號 和 PLH33 黎明號：搭載歐直EC225超級美洲獅直升機2部
PLH21 扶桑號：未有
PLH22 八島號：搭載貝爾412直昇機2部
PLH41 瑞穗號：搭載貝爾412直昇機2部（由PLH21 扶桑號轉配）
PLH42 春光號：搭載歐直EC225超級美洲獅直升機2部

#### PL型
PL型（Patrol Vessel Large），700噸以上的大型巡視船，過去1978年至1982年所建造的しれとこ型主力船逐漸除役後，為求迅速佈署，新建的船隻多有設置海上巡邏直升機甲板。目前共有38艘PL型巡視船。
- 4000噸級： 
  - 宗谷（；PL107） （已退役，但保留船籍）
- 3500噸級： 
  - 伊豆（；PL31）
- 3000噸級：
  - 小島（；PL2）
  - 三浦（；PL22）
- 2000噸級：
  - 飛驒型（日语：ひだ型巡視船）（；PL51-53）
- 1000噸級：
  - 知床型（しれとこ型；PL101-128）（已除役）
  - 隐岐（；PL01）
  - 牡鹿型（おじか型；PL02-08）
  - 阿蘇型（あそ型；PL41-43）
  - 波照間型（はてるま型；PL61-69）
  - 國頭型（くにがみ型；PL09, 10, 13, PL81-90）

#### PM型
PM型（Patrol Vessel Medium），在350噸以上的中型巡視船，又細分成三級：
- 500噸級
- 350噸特級
- 350噸級

#### PS型
PS型（Patrol Vessel Small），在350噸以下的小型巡視船。
- 200噸級、高速特殊警備船：
  - 劍型巡視船（つるぎ型）
- 180噸級
- 130噸特級

## 階級
| 階級＼所屬         | 本廳                        | 管區本部        | 海上保安部  | 海上保安署  | 海上交通中心 | 航空基地                                | PL型巡視船      | PM型巡視船      | PS型巡視船    | PC型巡視艇    | CL型巡視艇 |
| ------------------ | --------------------------- | --------------- | ----------- | ----------- | ------------ | --------------------------------------- | --------------- | --------------- | ------------- | ------------- | ---------- |
| 長官               | 海上保安廳長官              | －              | －          | －          | －           | －                                      | －              | －              | －            | －            | －         |
| 次長 海上保安監    | 海上保安廳次長 海上保安監   | －              | －          | －          | －           | －                                      | －              | －              | －            | －            | －         |
| 一等海上保安監・甲 | 部長                        | 本部長          | －          | －          | －           | －                                      | －              | －              | －            | －            | －         |
| 一等海上保安監・乙 | 參事官                      | 次長            | 大規模部長  | －          | －           | －                                      | －              | －              | －            | －            | －         |
| 二等海上保安監     | 課長                        | 部長            | 部長        | －          | 所長         | 基地長                                  | 船長 業務管理官 | －              | －            | －            | －         |
| 三等海上保安監     | 課長補佐 専門官             | 課長            | 次長        | 署長        | 次長         | 次長 各科長                             | ○○長            | 船長 業務管理官 | －            | －            | －         |
| 一等海上保安正     | 係長                        | 課長補佐 專門官 | 課長        | 次長        | 課長         | 業務統括管理官 各科長 上席○○士 主任○○士 | 首席○○士        | ○○長            | 船長          | －            | －         |
| 二等海上保安正     | 專門員                      | 係長            | 專門官      | 次長 専門官 | －           | 主任○○士 ○○士                           | 主任○○士        | 首席○○士        | 主任○○士      | 船長          | －         |
| 三等海上保安正     | 係員                        | 專門員          | 係長 專門員 | 係長 專門員 | 係長 專門員  | 係長 ○○士                               | 主任○○士 ○○士   | 主任○○士 ○○士   | 主任○○士 ○○士 | 主任○○士 ○○士 | 船長       |
| 一等海上保安士     | －                          | 係員            | 係員        | 係員        | 係員         | 係員 ○○員                               | ○○士補          | ○○士補          | ○○士補        | ○○士補        | ○○士補     |
| 二等海上保安士     | －                          | 係員            | 係員        | 係員        | －           | 係員 ○○員                               | ○○士補          | ○○士補          | ○○士補        | ○○士補        | ○○士補     |
| 三等海上保安士     | －                          | 係員            | 係員        | 係員        | －           | 係員 ○○員                               | ○○士補          | ○○士補          | ○○士補        | ○○士補        | ○○士補     |
| 學生               | 保安大學校學生 保安學校學生 | －              | －          | －          | －           | －                                      | －              | －              | －            | －            | －         |

- 船艇職員的○○有航海、機關、通信、主計，以及根據船種有運用司令、砲術、觀測、飛行、整備、航空通信等。

- 航空基地職員的○○有飛行、整備、通信、探索雷達等。

## 旗幟
以羅盤為設計主題，並使用代表海洋的深藍色。
巡視船船尾掛上國旗，船首旗掛上海上保安廳廳旗。

海上保安廳廳旗
國土交通大臣旗 （乘船時上掛）
海上保安廳長官旗 （乘船時上掛）
管區本部長旗 （乘船時上掛）
指揮官旗

## 財政
2018年度（平成30年度）一般會計最初預算是2112億3102萬3千日圓。

## 職員
2017年7月1日的一般職在職者人數為12,638人（其中女性859人）。
員額依國土交通省定員規則為1萬3994人。
海上保安廳職員因其職務性質沒有團結團，無法加入勞動組合（工會）。（國公法第108條之2第5項）。

## 幹部
海上保安廳現任幹部如下。
- 海上保安廳長官：岩並秀一
- 海上保安廳次長：一見勝之
- 海上保安監：奥島高弘
- 總務部長：上原淳
- 裝備技術部長：上園政裕
- 警備救難部長：星澄男
- 海洋情報部長：加藤幸弘
- 交通部長：髙原修司
- 首席監察官：勢良俊也

## 吉祥物
1998年（平成10年），海上保安廳推出成立50周年紀念的吉祥物，是以豎琴海豹寶寶為原型的「海丸」。
2002年（平成14年）推出妹妹吉祥物「海美」（うーみん）。
吉祥物除了活躍於宣傳活動上，也推出秋田生剝鬼節與青森睡魔等地方版本。

## 相關作品
- 《悲歡的歲月》 - 以燈塔人為主角的電影。開場字幕打上由海上保安廳協助。
- 《海猿》 - 海上保安官為主角的漫畫、電影、電視劇。
- 《特殊救難隊》（トッキュー!!） - 主角是隸屬特殊救難隊的海上保安官。
- 《OCEAN》 - 電視劇《海猿》主題曲。音樂錄影帶在PLH型巡視船「瑞穗」上拍攝。
- 《DCU》 - 海上保安廳新設的進行水中事件和事故調查的虛構專家小組DCU（Deep Crime Unit，潛水特殊搜查隊）不僅是傳統的海上水域，在警察調查中很困難的「極為危險的日本全國河流和湖泊」等，尋找潛入所有水中隱藏的證據，解決「水中未解決事件」的推理劇。
- 《GIGANTIS-ジャイガンティス-》[28]

## 照片

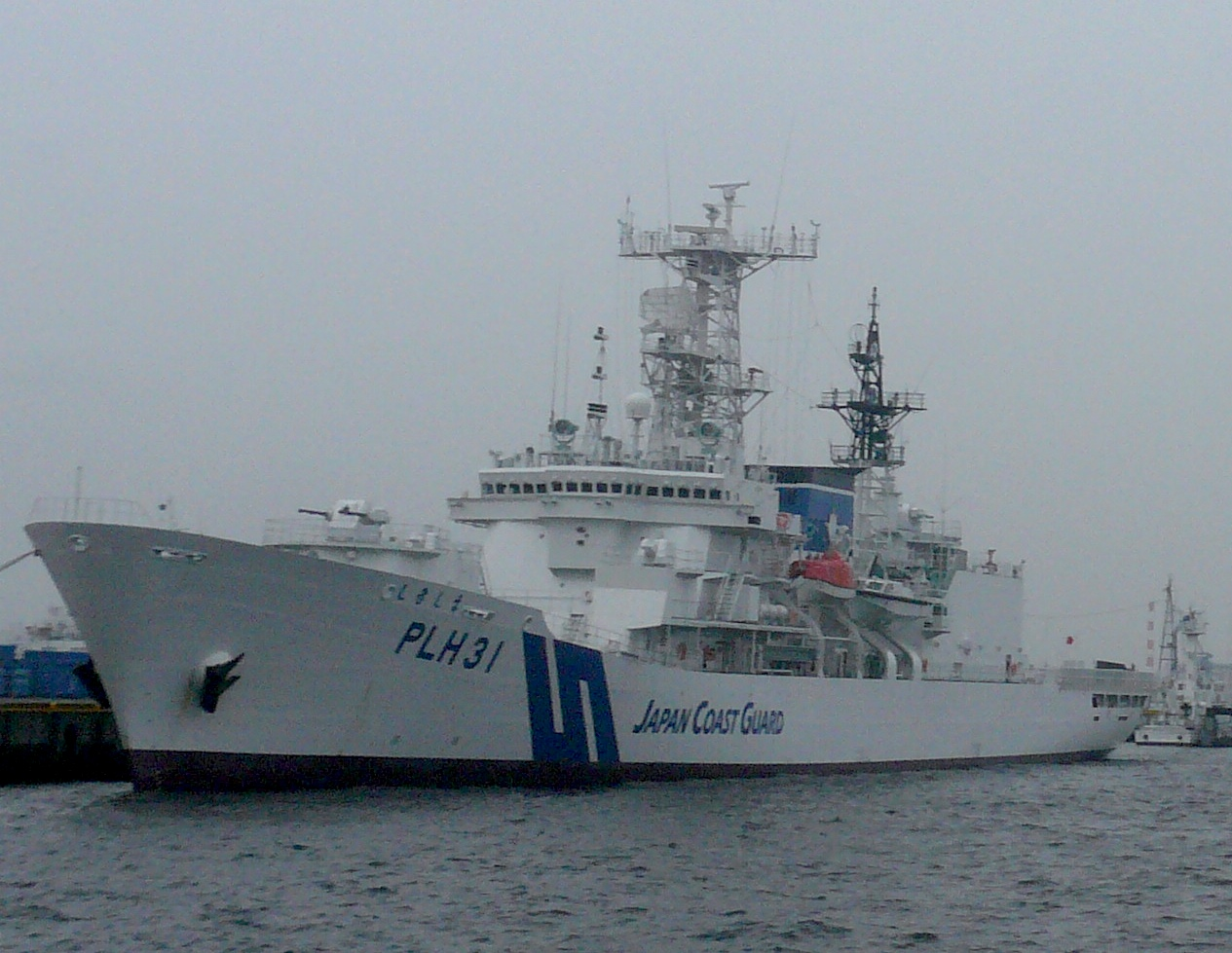
七千噸級敷島號（英语：Shikishima (PLH 31)）PLH31曾為全世界最大的巡視船
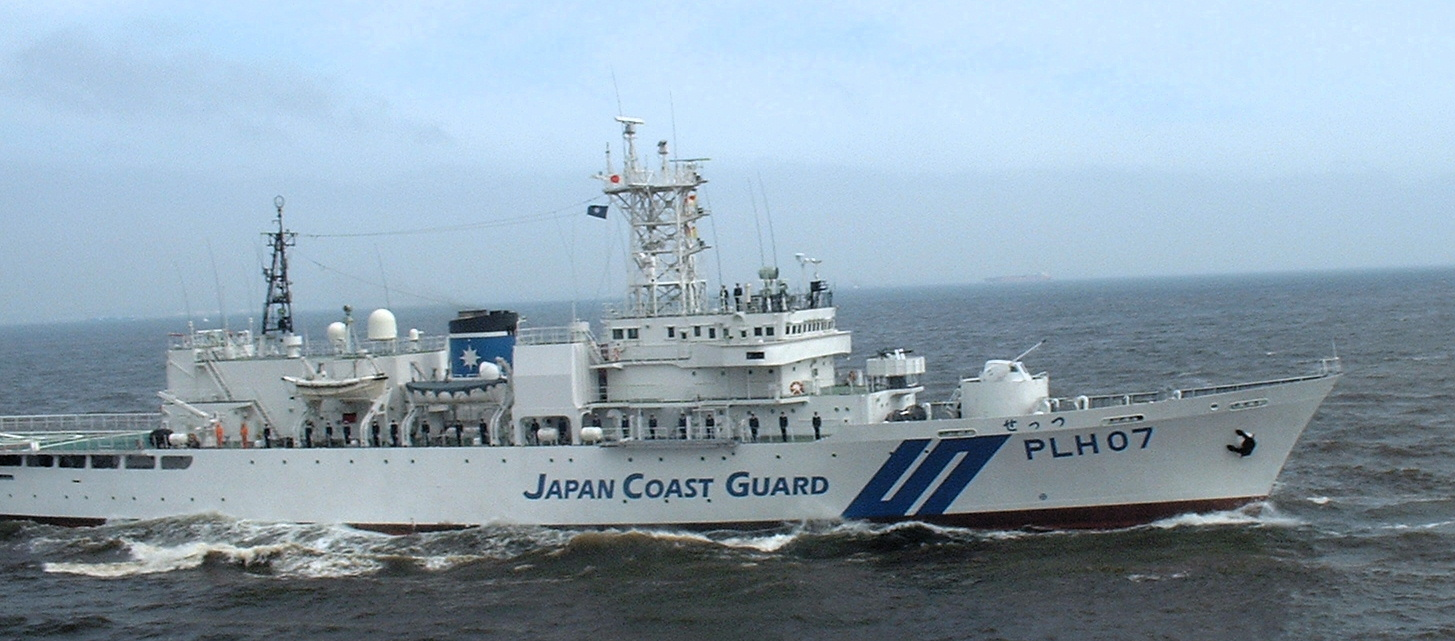
津輕型巡視船；PLH型-1機搭載型；PLH07
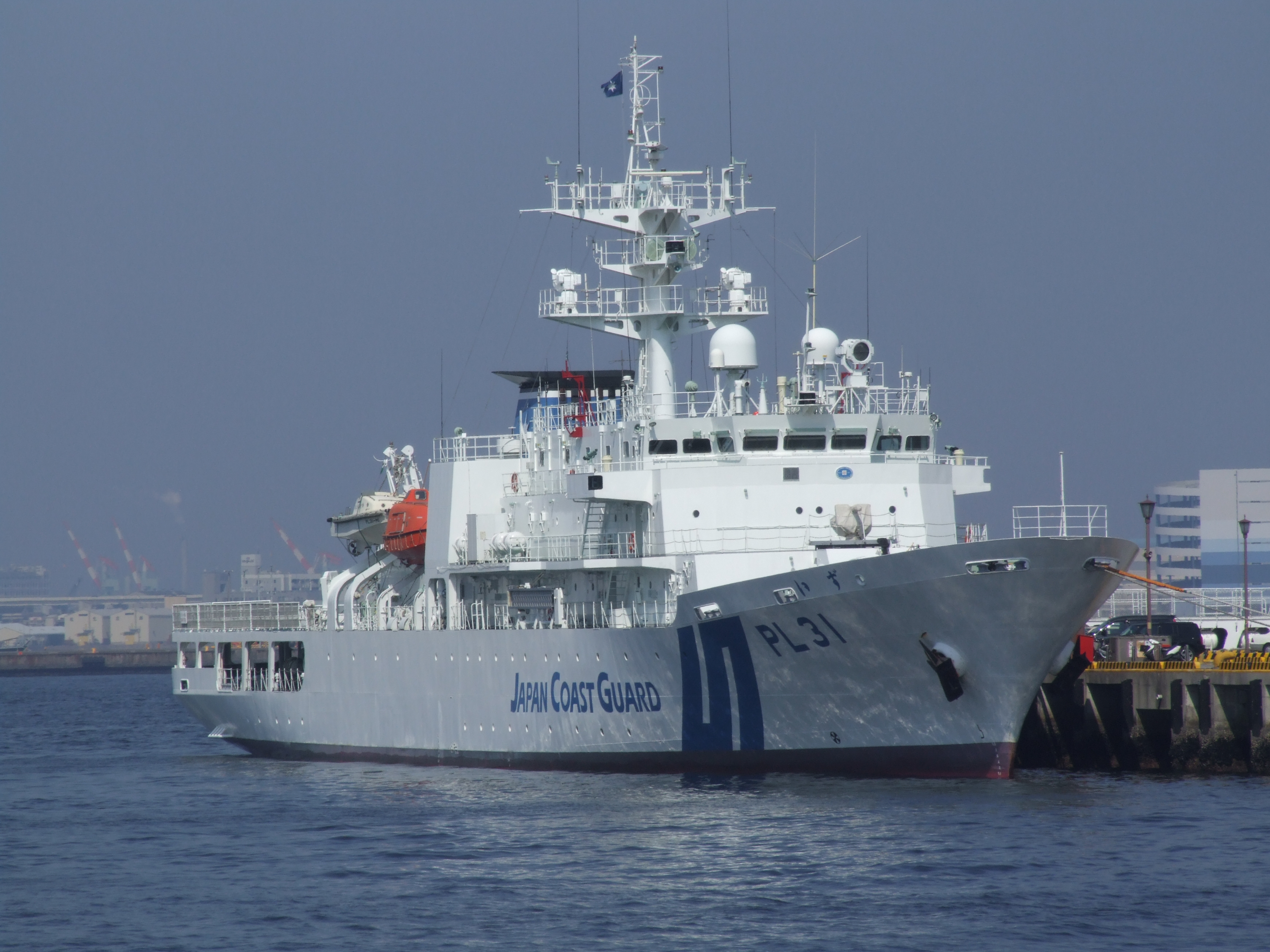
海上保安廳PL型-3500噸級巡視船伊豆號
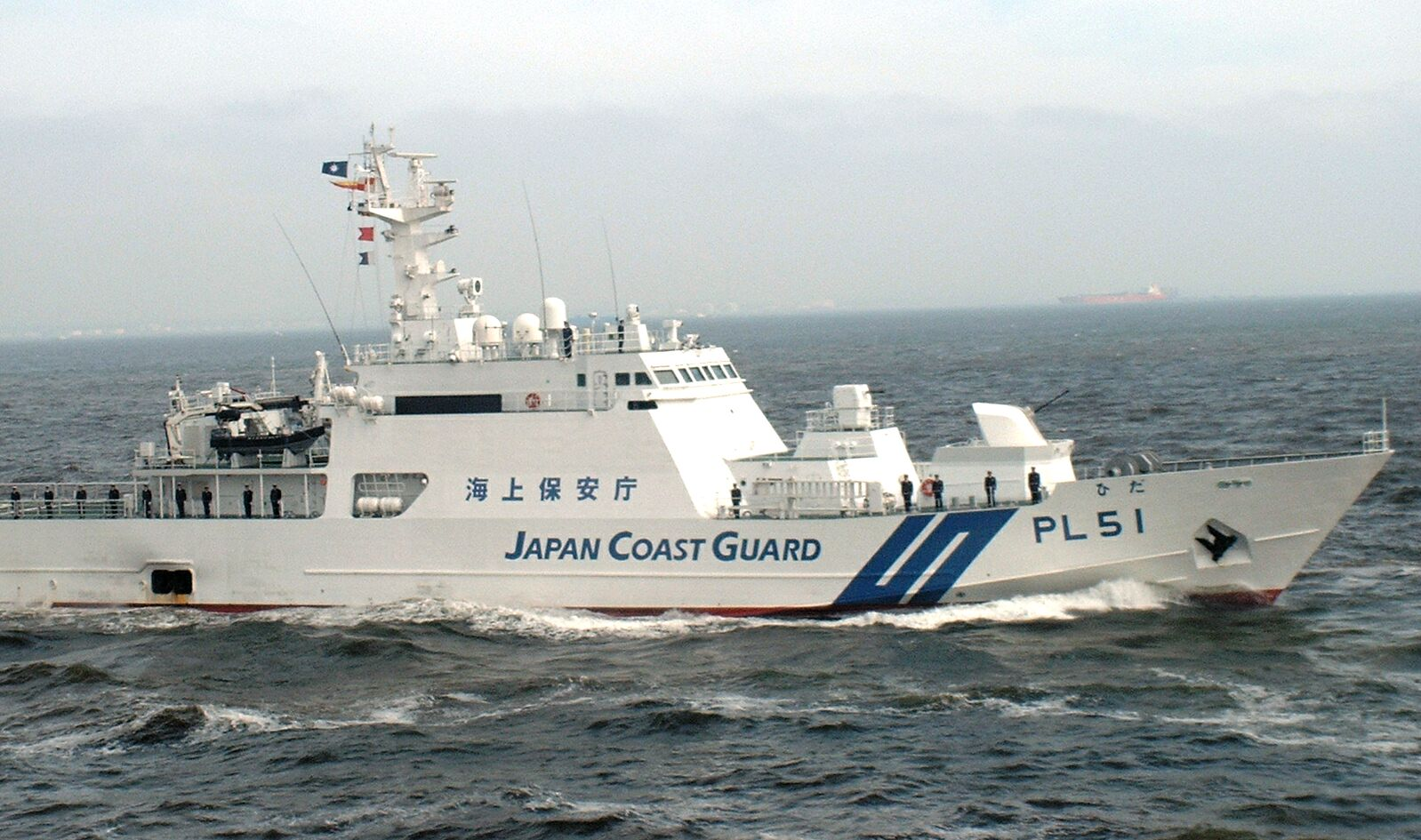
海上保安廳PL型-2000噸級巡視船PL51飛驒號
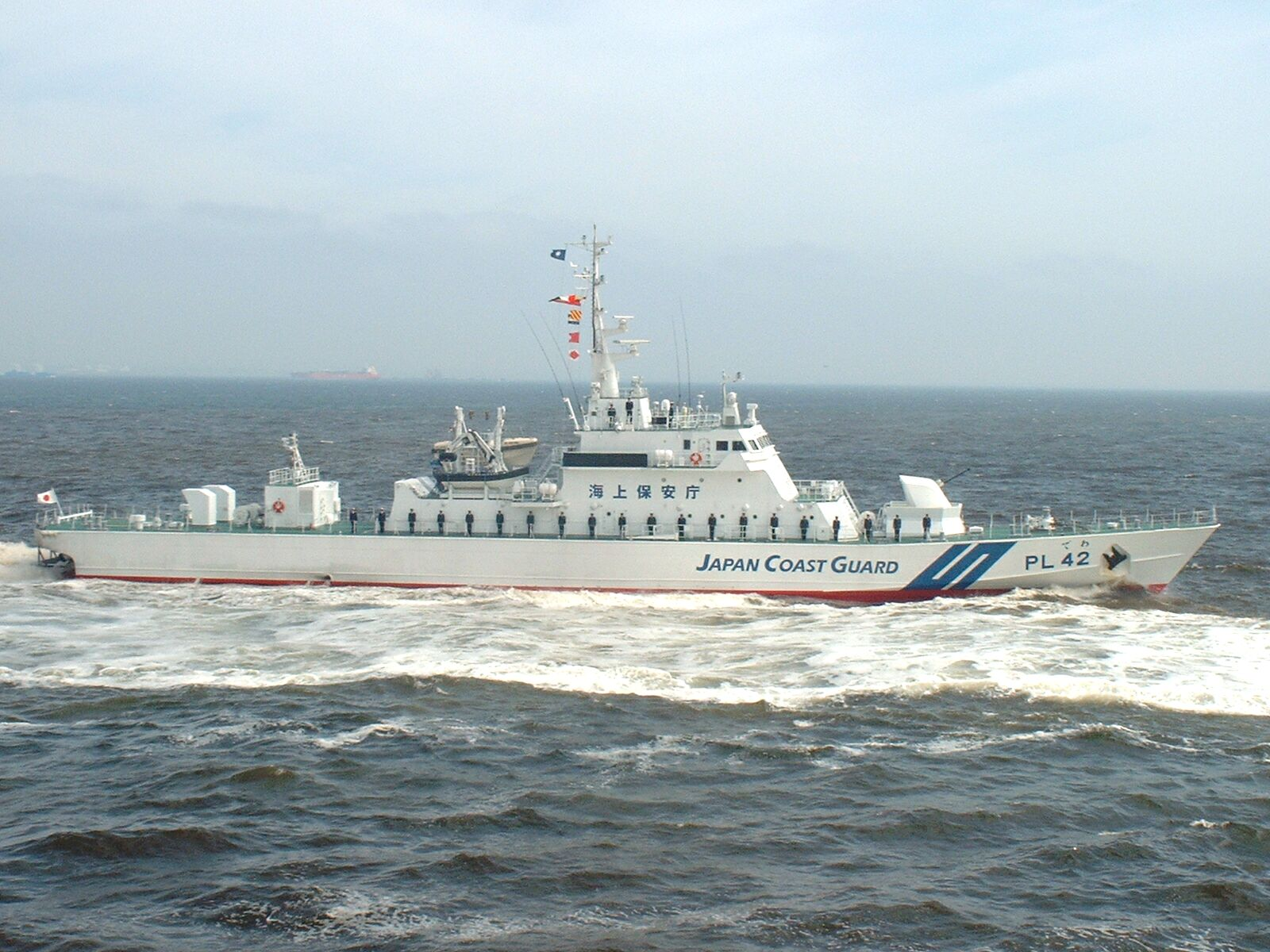
阿蘇型巡視船；PL型-1000噸級，PL42
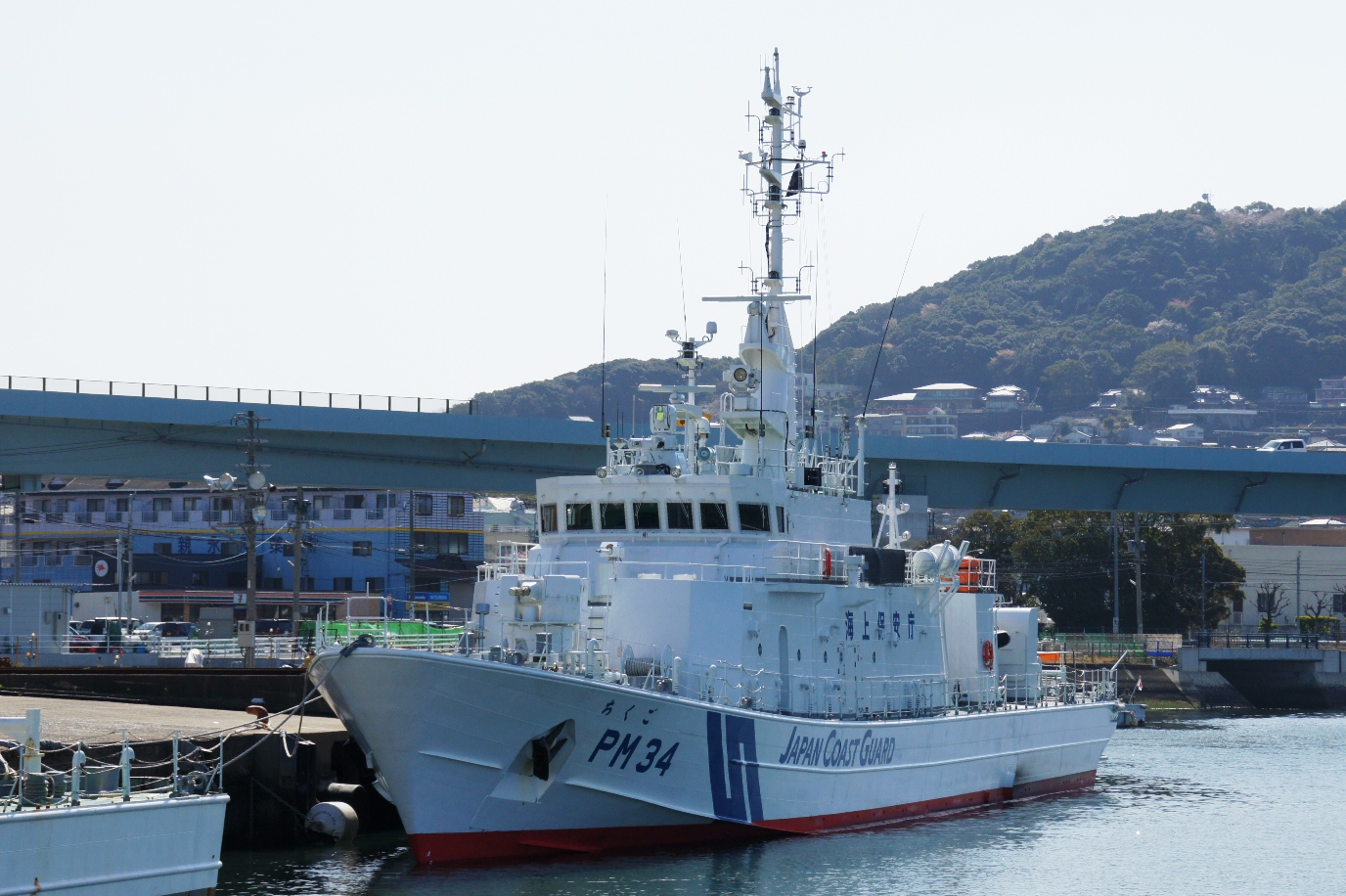
吐噶喇型巡視船-350噸級；PM型；PM34
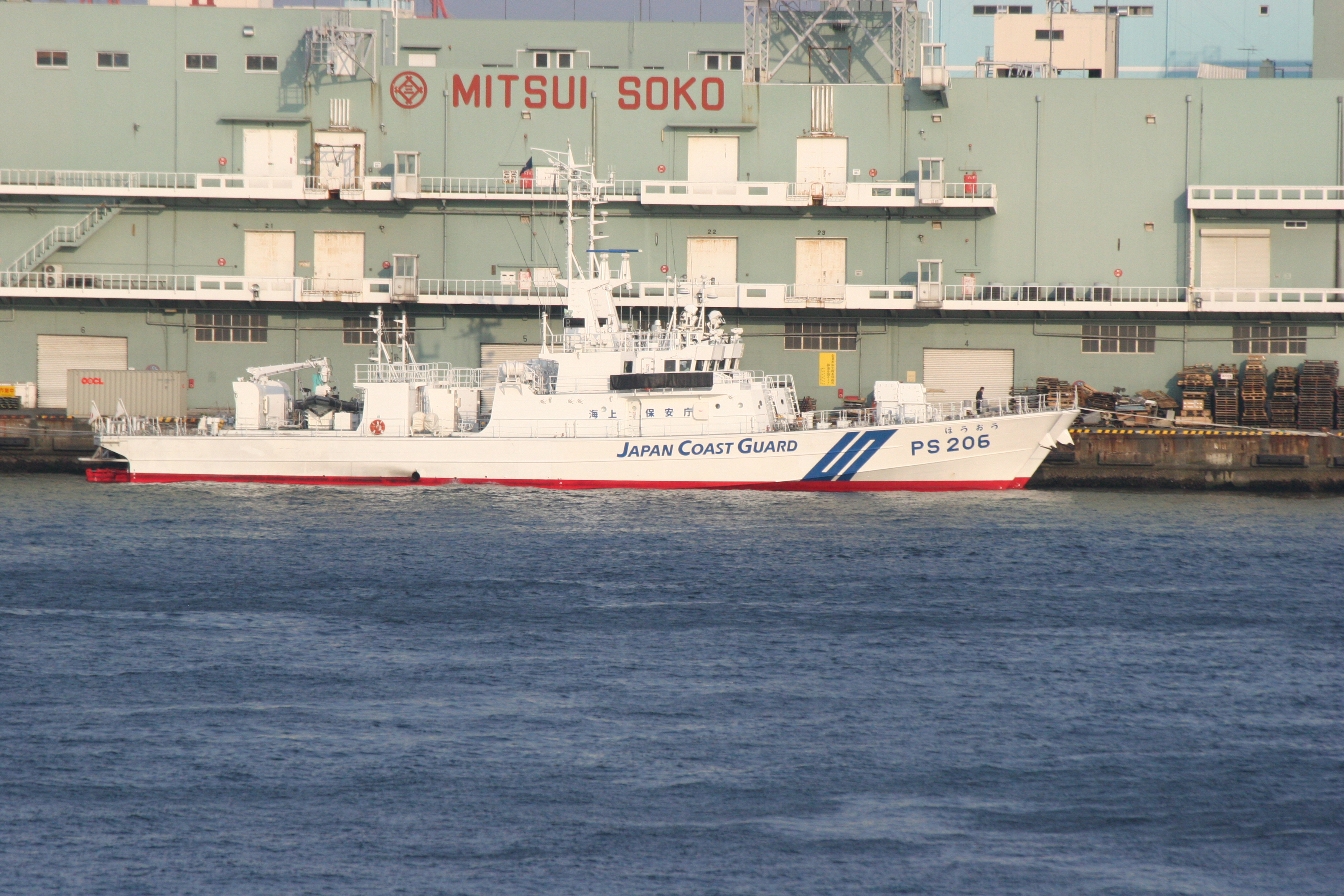
劍型巡視船；PS型-200噸級；PS206
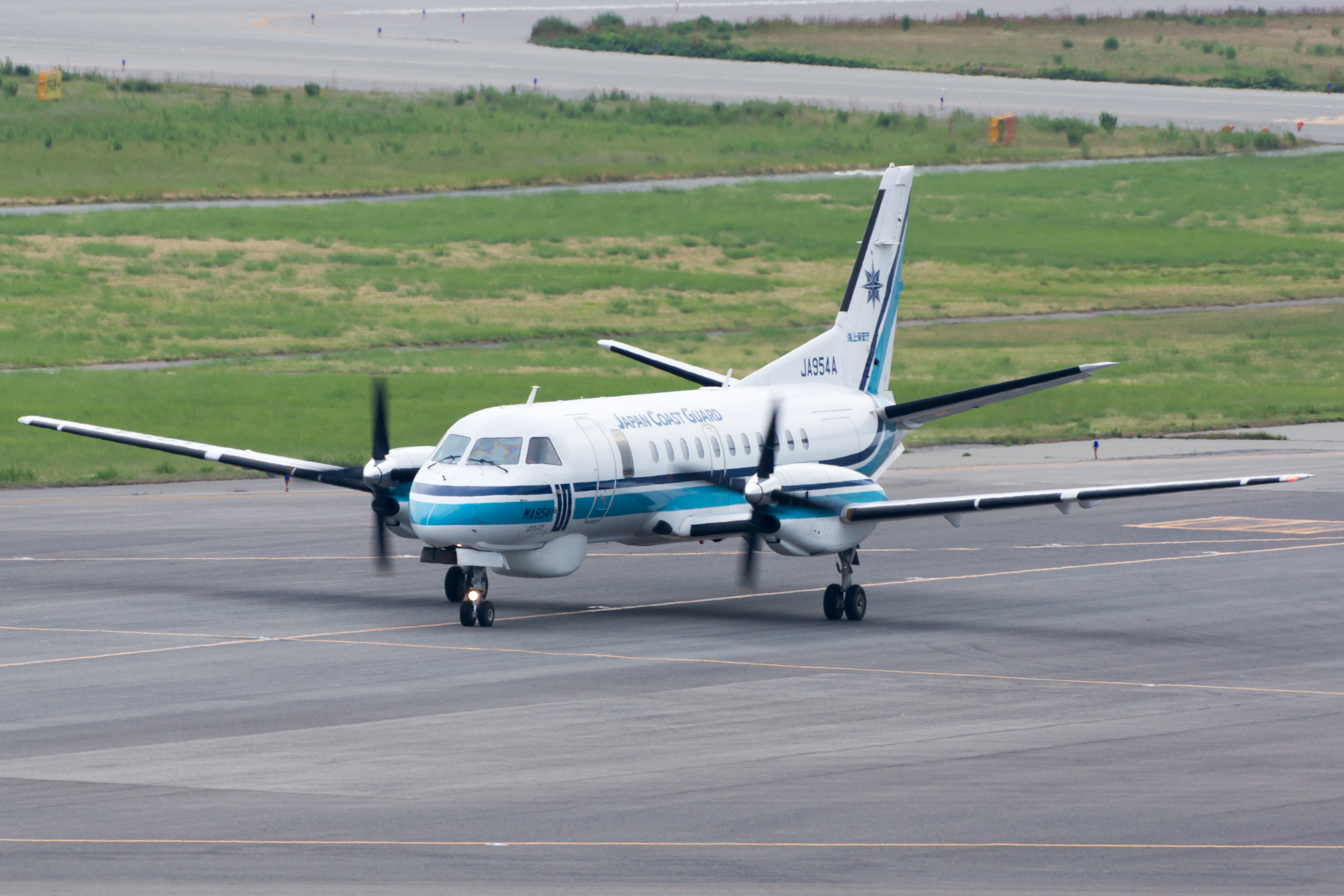
薩博340
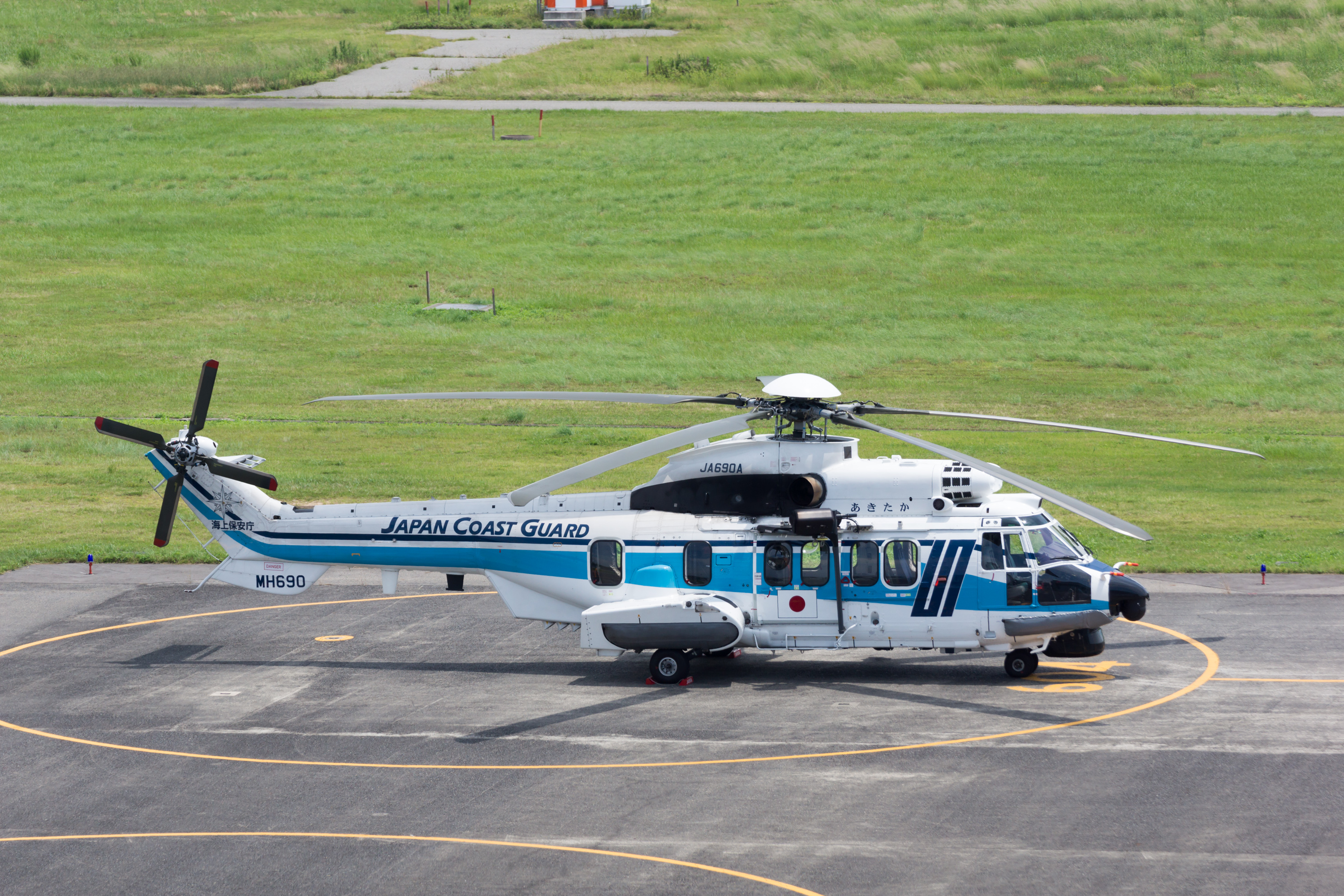
歐直EC225超級美洲獅直升機
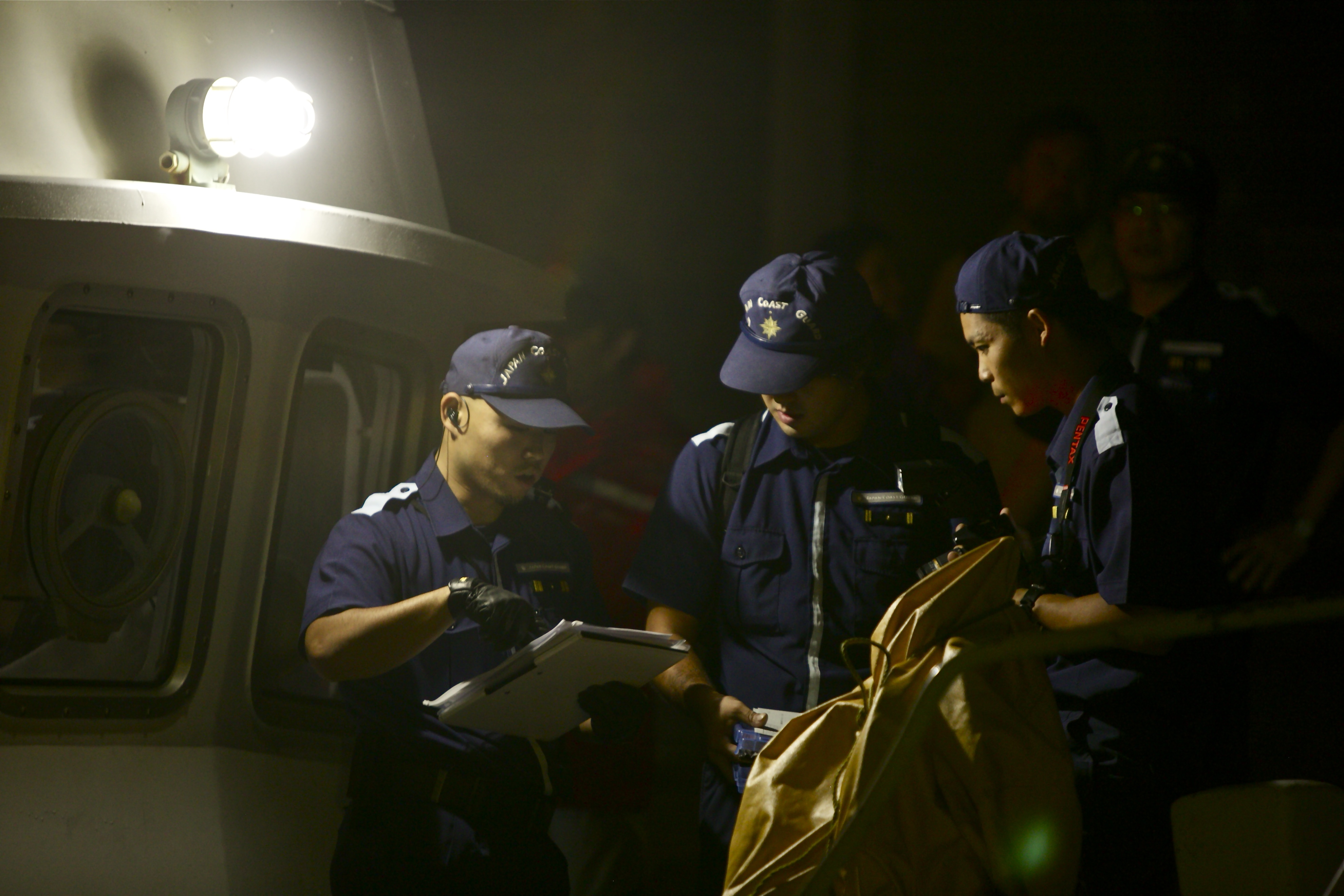
穿著制服的海上保安廳隊員
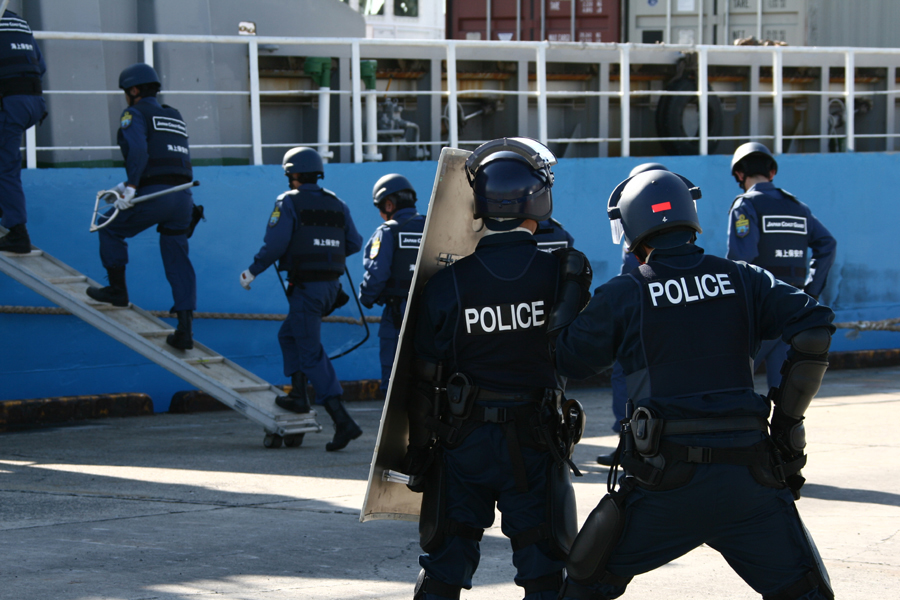
海上保安廳與山口縣警察進行年度聯合反恐演習
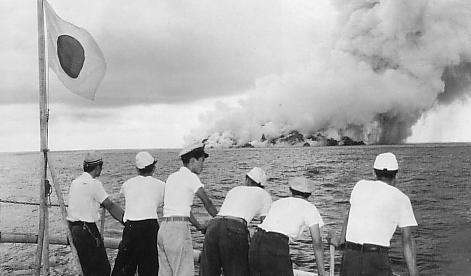
1952年遙望明神礁的海上保安廳隊員

## 釣魚臺列嶼主權問題
鑑於釣魚臺列嶼主權問題鄰近海域的局勢持續緊張，第11管區常需從其他海上保安管區借調船艦及人力支援，影響正常勤務。海上保安廳決定在2015年度成立一支由600名人員和12艘新型巡邏艇組成的專屬警備隊，並建造10艘500至1000噸級的巡邏船和改造兩艘能搭載直升機的巡邏船，專門負責钓鱼岛海域防備任務。
海上保安廳在第11管區海上保安總部（那霸）建立起負責警備釣魚島周邊的專隊體制，此前一直向其提供支援的其他管區的負擔將得以減輕。聲稱今後除了便於「應對轄區內海難事故和非法捕撈事件」外，此前一直中斷的海上訓練也可重啟，海保整體機制有望得到強化。此次新造的10艘巡邏船均為1500噸級。海保還擁有5000噸級船隻，但負責人解釋稱：“重視速度和轉彎性能，既不能太大也不能太小。”為了讓船員能熟練操縱所有船隻，採用了同一規格。
2016年4月4日，共同社報道海上保安廳發布消息稱，已完成專用於釣魚島周邊警備的10艘1500噸級最新型巡邏船的建造和2艘可搭載直升機的巡邏船的調配工作，並確保了船員人數，由此日本第11管區海上保安總部（那霸）的“尖閣專隊體制”得到了完善。該“體制”4月將正式啟動，對中國公務船駛入釣魚島周邊加強警備。 
海保透露，新建的10艘巡邏船均全長為96米，總噸數約1500噸。可高速巡航，並配有20毫米口徑機關炮、可遠程操控的水槍和停船命令顯示裝置等。隨著PL89“粟國”（Aguni）和PL90“伊是名”（Izena）最後兩艘國頭型新船下水，最新型巡邏船的數量達到10艘。其他管區的2艘可搭載直升機的巡邏船在改裝後調配至11管區，總計12艘巡邏船的“專隊體制”由此建成。 
此外，曾部署在11管區的6艘千噸級以上巡邏船和1艘可搭載直升機的巡邏船，總計7艘船只將負責釣魚島以外的一般業務。11管區的巡邏船總數增至19艘。成為全日本最大規模的海上保安管區。
海保還在對作為巡邏船基地的石垣港碼頭及宿舍進行整修。11管區人員定額增至1722人，其中606人隸屬於新的“尖閣專隊”。

## 資料來源
1. 1 2  「国土交通省定員規則（平成13年1月6日国土交通省令第28号） （页面存档备份，存于）」（最終改正：令和3年8月31日国土交通省省令第54号）
2. 1 2 3 4  単位:千円。2021年度（令和3年度）当初予算 - 一般会計（内閣　「令和3年度一般会計予算 （页面存档备份，存于）」　財務省）。
3. 1 2 3  平成12年版海上保安庁白書 （页面存档备份，存于）「広く国民の皆様に海上保安庁の業務を分かりやすく理解していただくため、海上保安庁のロゴ、ロゴマーク及びキャッチコピーを定めた。」
4. ↑   (PDF).   [2018-09-19]. （原始内容存档 (PDF)于2021-02-02）.
5. ↑  海上保安廳法第2條
6. ↑  .   [2018-09-19]. （原始内容存档于2021-03-03）.
7. ↑  『海上保安庁パーフェクトガイド』 p.6
8. 1 2  「一般職国家公務員在職状況統計表（平成29年７月１日現在）  一般職国家公務員在職状況統計表（平成29年７月１日現在） （页面存档备份，存于）」
9. 1 2 3 4  海上保安レポート2017 （页面存档备份，存于）　出典の都合で2017年度のものが最新データである。
10. ↑  海上保安廳法第25條
11. ↑  『よみがえる日本海軍（上）』p.129
12. ↑  航路標識の種類と基数 （页面存档备份，存于） 海上保安庁
13. 1 2   (PDF).   [2018-09-19]. （原始内容存档 (PDF)于2019-07-22）.
14. ↑  .   [2018-09-19]. （原始内容存档于2021-04-17）.
15. ↑  .   [2018-09-19]. （原始内容存档于2020-11-01）.
16. ↑  国連海洋法条約 条文第2部（英文） （页面存档备份，存于）Definition of warships: For the purposes of this Convention, "warship" means a ship belonging to the armed forces of a State bearing the external marks distinguishing such ships of its nationality, under the command of an officer duly commissioned by the government of the State and whose name appears in the appropriate service list or its equivalent, and manned by a crew which is under regular armed forces discipline.
17. ↑  『海上保安庁パーフェクトガイド』 p.159
18. ↑  『実録「海猿」の世界 海上保安庁最前線』洋泉社〈洋泉社MOOK〉、2010年9月、P112。ISBN 978-4-86248-601-1。
19. ↑  .   [2018-09-19]. （原始内容存档于2020-08-05）.
20. ↑  .   [2018-09-19]. （原始内容存档于2021-02-02）.
21. ↑  .   [2018-09-19]. （原始内容存档于2021-04-17）.
22. ↑   (PDF).   [2018-09-19]. （原始内容 (PDF)存档于2021-01-02）.
23. ↑  防衛省設置法第6条に定める定員。三自衛隊共通の定数の統合幕僚監部、情報本部、内部部局及び防衛装備庁に所属する者を含まない。
24. ↑  . www.facebook.com.   [2023-05-14] （中文（简体））.
25. ↑  . 2013-11-28  [2013-11-28]. （原始内容存档于2013-12-01）.
26. ↑  .   [2018-09-19]. （原始内容存档于2016-10-30）.
27. ↑  海上保安庁幹部名簿　(平成30年8月3日 現在) （页面存档备份，存于）　海上保安庁
28. ↑  . www.manhuaren.com.   [2024-07-06]. （原始内容存档于2024-07-06）.
29. ↑  .   [2013-08-30]. （原始内容存档于2021-04-17）.
30. ↑  
.   [2016-04-08]. （原始内容存档于2016-04-19）.

## 外部連結
- 海上保安廳網站
- 海上保安白書・海上保安報告（海上保安廳網站） : 平成9年-12年的白書、2001年-2006年能閱覽的報告。
- 海上保安廳法（e-gov 法令date提供系統）
- 警察官職務執行法（e-gov 法令date提供系統）
- 財團法人海上保安協會 （页面存档备份，存于）